# イ・イプセ
イ・イプセ（ハングル：이잎새、1979年5月4日 - ）は、 韓国の女優である。 2011年に改名した。改名後の芸名は、イ・ドウン。 
時代劇の出演が多く、時代劇のイメージが強い自身を変えるために『イ・サン』以降、しばらく芸能活動を中止していたが、2016年に放送された『オクニョ 運命の女』でオ・チョングム役として出演。役柄が面白いと放送された各国で人気を集めている。
2020年4月26日に、同年代の実業家と結婚した。 
Instagramのアカウントは、diddid00 
線画芸術高等学校、東国大学芸術大学演劇映画学科出身。

## 出演作品

### テレビドラマ
- 仁顯王后（1988年、MBC） - 孝懿（ヒョウィ）王后
- ホジュン 宮廷医官への道（1999年 - 2000年、MBC） - オンジ役
- ノンストップ（2000年、MBC）
- 宮廷女官チャングムの誓い（2003年 - 2004年、MBC） - ユン・ヨンノ役
- イ・サン（2007年 - 2008年、MBC） - ヤン・チョビ役
- オクニョ 運命の女（2016年、MBC） - オ・チョングム役

### 映画
- スリーサマーナイト（2015年）